# Three for the Show
Three for the Show é um filme de comédia musical estadunidense de 1955 dirigido por H. C. Potter e estrelado por Betty Grable, em seu último musical, ao lado de Jack Lemmon, Gower Champion e Marge Champion. O roteiro é baseado na peça de 1919, Home and Beauty, de W. Somerset Maugham.
Em 1940, a Columbia lançou uma produção não-musical com o mesmo roteiro, intitulada Maridos em Profusão (1940), estrelada por Jean Arthur, Fred MacMurray e Melvyn Douglas, com direção de Wesley Ruggles.

## Sinopse
Após seu marido ser dado como morto, Julie casa-se novamente. Tudo começa a complicar quando o "falecido" marido retorna.

## Elenco
- Betty Grable ... Julie Lowndes
- Jack Lemmon ... Martin 'Marty' Stewart
- Gower Champion ... Vernon Lowndes
- Marge Champion ... Gwen Howard
- Myron McCormick ... Mike Hudson
- Paul Harvey ... Coronel Harold J. Wharton
- Robert Bice ... Sargento Charlie O'Hallihan
- Charlotte Lawrence ... Senhora Williams

## Produção
Os títulos de trabalho do filme foram Three for the Money e The Pleasure Is All Mine. Este filme marcou o retorno para o cinema depois de um hiato de dois anos de Betty Grable, a "pin-up" ícone da década de 1940, que fez um outro musical em 1955, How to Be Very, Very Popular para a 20th Century-Fox, antes de se aposentar das telas definitivamente.

## Recepção
O New York Times chamou o filme de "um item leve, mas alegre" e disse "Three for the Show serve para trazer Betty Grable de volta à tela. Loura luminosa e bem torneada o suficiente para causar arrepios à maioria dos fãs de revistas, Grable prova que pode cumprir uma tarefa musical tão bem quanto com seu guarda-roupa agradavelmente revelador".